# Гейкамп, Иоганн
Иоганн Гейкамп (нидерл.  Johannes Heijkamp; 18 июня 1824, Утрехт - 8 января 1892, Утрехт) — старокатолический архиепископ Утрехта в 1874—1892 годах .
Стремился к тому, чтобы связать свою церковь (хранительницу янсенистского учения) со старокатолицизмом, как протестом против крайностей папской системы. Результатом его сношений со старокатолическими епископами Германии и Швейцарии была «декларация» от 24 сентября 1889 г., заключающая в себе основные положения старокатолицизма. Благодаря этой декларации старокатолицизм впервые определился как вероисповедная система, имеющая несомненные точки соприкосновения с православной Восточной церковью. Известен также своими историческими исследованиями, высоко ценимыми в Голландии.